# Free Society

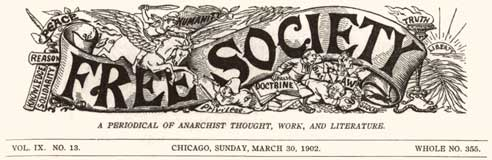
Free Society, manchette du 30 mars 1902.

Free Society (publié en 1895-1897 sous le titre The Firebrand et de 1897 à 1904 en tant que Free Society) était un journal anarchiste majeur aux États-Unis à la fin du XIXe siècle début du XXe siècle.
Aux États-Unis la plupart des publications anarchistes étaient en yiddish, en allemand ou même en russe, mais Free Society était diffusé en anglais, ce qui permit la diffusion de la pensée libertaire aux populations anglophones aux États-Unis.

## The Firebrand

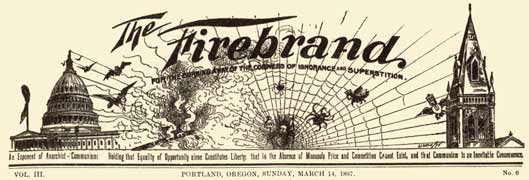
The Firebrand, manchette du 6 mars 1897.

Le 27 janvier 1895, sort à Portland (Oregon) le premier numéro de l'hebdomadaire communiste libertaire The Firebrand (Le Brandon), sous-titré : « For the Burning Away of the cobwebs of Superstition and Ignorance » (Pour brûler les toiles d'araignée de la superstition et de l'ignorance.
« La publication du Firebrand est entreprise par une association volontaire de plusieurs camarades d’esprit radicalement libre qui habitent cette ville ; ils sont convenus de fournir de la copie et de s’arranger pour que l’imprimeur soit rémunéré de son travail. Dans cette association, il n’y a ni constitution, ni règles, ni fonctionnaires, ni privilèges, ni droits ni devoirs. C’est une libre association. Le Firebrand n’a même pas un éditeur, au sens ordinaire du mot. Personne n’est investi du pouvoir d’exclure les idées qui ne s’accordent pas avec les siennes. Une censure ne nous convient pas. Il nous a plu d’établir une presse sans lisières. »
Abner J. Pope, Henry Addis et la famille Isaak, Abe Isaak et Mary Isaak, en assument la parution.
La publication défend farouchement l'amour libre et les droits des femmes, et critiquait le Comstock Act - la censure de l'information sexuelle.
En 1897, afin de provoquer délibérément les défenseurs des lois Comstock, dans un acte de désobéissance civile, The Firebrand publie A Woman Waits for Me (Une femme m’attend), un poème de Walt Whitman.
Tous les rédacteurs et éditeurs du journal sont arrêtés et accusés d'avoir publié des écrits « obscènes » pour le poème de Whitman et une lettre intitulée « It Depends on the Women » signée AEK. La lettre de AEK présentait différentes situations hypothétiques dans lesquelles des femmes refusaient de consentir à des relations sexuelles avec leurs maris ou leurs amants, et défendait la position selon laquelle la véritable libération nécessite une éducation des deux sexes et celle des femmes en particulier.
Abner J. Pope, âgé de 74 ans est emprisonné quatre mois, tandis que Isaak et Addis, relaxés en appel, se retirent dans la colonie libertaire Home près de Tacoma (Washington).
La famille Isaak déménage ensuite à San Francisco (Californie) et reprend la publication sous le nom Free Society. Bien que Free Society continue d'aborder des questions liées à l'amour libre et à défendre l'égalité des sexes, il ne défia plus ouvertement les lois Comstock.
Le journal était particulièrement connu pour sa défense de l'amour libre, et il permit ainsi de poser une critique anarchiste sur les relations sociales et les droits des femmes.

## Free Society
Le 14 novembre 1897, à San Francisco (Californie), est édité le premier numéro de Free Society, hebdomadaire anarchiste en langue anglaise qui succède à The Firebrand. Il est édité par Abe Isaak et James F. Morton. 
Le journal fait office de « quartier général de l'activité anarchiste de la côte Ouest ».
À partir de février 1901, il déménage à Chicago et pour finir à New York où le dernier numéro paraît le 20 novembre 1904.

## Contributeurs
Parmi les contributeurs notables, on trouve :
- Kate Austin[10]
- Voltairine de Cleyre
- Michael Cohn
- Jay Fox
- Emma Goldman[11]
- Lizzie Holmes
- William Holmes
- C. L. James
- Harry Kelly
- James F. Morton, Jr.
- Ross Winn

### En anglais
- Henry Addis, History of Firebrand.
- Carolyn Ashbaugh, Radical Women : The Haymarket Tradition, in Haymarket Scrapbook, Chicago, Charles H. Kerr Publishing Co., 1986, The Lucy Parsons Project.
- Emma Goldman, Living My Life, vol. 1.
- Emma Goldman: Making Speech Free, 1902-1909, p. 551.
- Isaak Elmer, in Paul Avrich, Anarchist Voices: An Oral History of Anarchism in America, AK Press, 2006,  (ISBN 1-904859-27-5), p. 27–28.
- Lori Klatt Maurice, Stamping Out Indecency, The Postal Way, Evergreen State College, 8 mars 2004.
- Jessica Moran, The Firebrand and the Forging of a New Anarchism: Anarchist Communism and Free Love, 2004.
- (en) Ernesto A. Longa; Anarchist Periodicals in English Published in the United States (1833-1955): An Annotated Guide, Scarecrow Press, 2009, page 80.

## Notices
- L'Éphéméride anarchiste : The Firebrand.
- L'Éphéméride anarchiste : Free Society.